# Toxostoma ocellatum
Toxostoma ocellatum е вид птица от семейство Mimidae.

## Разпространение
Видът е разпространен в Мексико.